# Akiōta (Hiroshima)
Akiōta (安芸太田町 Akiōta-chō?) es un pueblo localizado en la prefectura de Hiroshima, Japón. En junio de 2019 tenía una población estimada de 5.805 habitantes y una densidad de población de 17 personas por km². Su área total es de 341,89 km².

## Geografía

### Localidades circundantes
- Prefectura de Hiroshima
  - Hatsukaichi
  - Hiroshima
  - Kitahiroshima
- Prefectura de Shimane
  - Masuda

## Demografía
Según los datos del censo japonés, esta es la población de Akiōta en los últimos años.
| Año del censo | Población |
| ------------- | --------- |
| 1995          | 10.257    |
| 2000          | 9.181     |
| 2005          | 8.238     |
| 2010          | 7.255     |
| 2015          | 6.472     |